# スーパーバリオ・ゴメス
スーパーバリオ・ゴメス（スペイン語: Superbarrio Gómez、単にスーパー・バリオとも）はメキシコのリアルライフ・スーパーヒーロー、風刺家、活動家。スーパーバリオはルチャドール（プロレスラー）のエル・サント、そして漫画や映画におけるエル・サントの正義感の強い性格の影響を受けて、赤いタイツと赤と黄色のレスラーマスクを着用する。彼は暴力で犯罪や汚職と戦わず、自身のイメージを利用して労働者集会や抗議を組織したり、請願書を提出したりした。彼の正体をマルコ・ラスコン・コルドバ（Marco Rascón Córdova）という活動家とする主張もあるが、公式の伝記『我々は皆スーパーバリオ』（Todos Somos Superbarrio）によると、ラスコン・コルドバはスーパーバリオというキャラクターを創作したが、彼自身がスーパーバリオを演じることはなかったという。そして、スーパーバリオの正体はより知名度が低い別の活動家で、レスラーとしてリングに数回上がった後は別のレスラーが代わって務めたという。

## 活動
スーパーバリオ・ゴメスは1987年にアサンブレア・デ・バリオス（Asamblea de Barrios）という団体によって創作された。アサンブレア・デ・バリオスは1985年メキシコシティ地震により住居を失った数千人のためのアフォーダブル住宅を求めて成立した組織であり、スーパーバリオの最初の活動は家賃を支払った世帯の追い出しを止めることだった。1988年メキシコ総選挙では非公式に立候補者とされたが、彼は立候補を辞退して、クアウテモク・カルデナスと彼の民主革命党の支援に回り、その後も同党を支持した。
1996年、スーパーバリオは1996年アメリカ合衆国大統領選挙の「候補者」であると宣言し、米国とメキシコで「選挙集会」を開催した。

## 出演

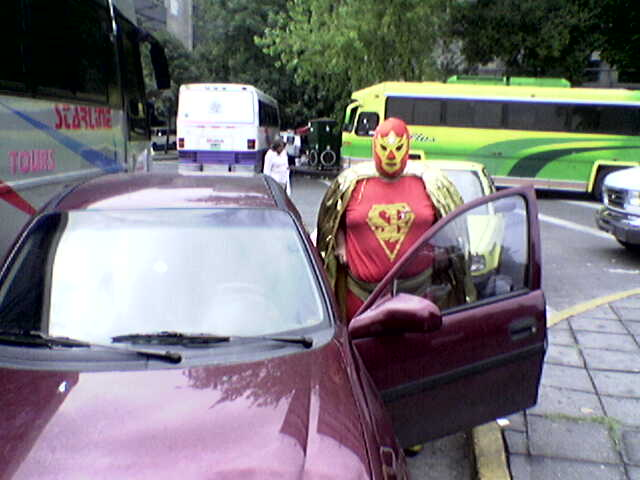
スーパーバリオ、メキシコシティにて、2006年7月30日撮影。

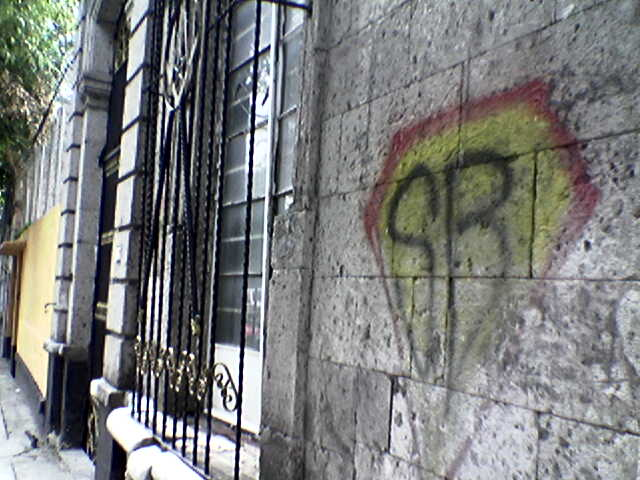
スーパーバリオのロゴの落書き、メキシコシティにて。

### 書物
スーパーバリオに関する本はMauricio-José SchwarzのTodos Somos Superbarrio（『我々は皆スーパーバリオ』）、Hans RöederのDe Superman a Superbarrios（『スーパーマンからスーパーバリオへ』）、Raúl Batista GonzálezのLa Ciudad, La Otraの3冊がある。
スーパーバリオはイギリスのクライシスという漫画雑誌に2回出演している。彼は活動家として出演、多国籍企業がラテンアメリカの第三世界の国を搾取することを防ごうとした。

### 映画
スーパーバリオは多くのドキュメンタリー映画に出演した。例としてはMichael Glawoggerのメキシコシティの生活に関する"Megacities"という映画、そしてスーパーバリオなどのルチャドール/リアルライフ・スーパーヒーローがメキシコシティの汚職、ホモフォビア、動物虐待、汚染、貧困などの問題と戦う"Super Amigos"という映画がある。

### 演劇
2016年、フランスの演劇会社Théâtre13はパリでSuperbarrioという演劇を上演した。この演劇は1985年メキシコシティ地震などスーパーバリオの出自をテーマにしている。